# Richard Klinkhardt
Richard Klinkhardt (* 13. Dezember 1916 in Wurzen; † 28. Dezember 2011 ebenda) war ein deutscher Ingenieur und Unternehmer. Für seine Verdienste um die Industriegeschichte der Stadt Wurzen und des Wurzener Landes wurde er 2006 mit der Ehrenbürgerwürde der Stadt Wurzen ausgezeichnet.

## Unternehmer
1872 gründete Richard Klinkhardts Großvater – der Enkel trug den Namen des Vorfahren – sein Unternehmen in Wurzen. Der Enkel schloss sein Studium mit dem akademischen Grad Diplom-Ingenieur ab und führte in den frühen Jahren der DDR das halb verstaatlichte Familienunternehmen Pneumatik-Behälter und -Anlagen GmbH als Direktor. 1972 erfolgte zum 1. Mai die komplette Zwangsverstaatlichung; Richard Klinkhardt, der auf staatliche Weisung seine Funktion verlieren und das Unternehmen verlassen sollte, konnte im letzten Moment seine Absetzung verhindern. Er leitete den nunmehr volkseigenen Betrieb bis zu seinem Ruhestand mit 69 Jahren 1985. Ende 1990 gelang ihm die Reprivatisierung des Familienunternehmens.

## Persönlichkeit
Richard Klinkhardt entstammte einer namhaften Unternehmerdynastie im Leipzig-Wurzener Raum, leitete jahrzehntelang ein Familienunternehmen und hatte profunde Kenntnisse der Unternehmensgeschichte und der Wurzener Stadtgeschichte (Stadtchronist).

## Ehrenbürgerschaft
Zu Richard Klinkhardts Charaktereigenschaften zählten Bodenständigkeit, Traditionsbewusstsein und Sinn für den Fortschritt. Sein besonderes Interesse galt der Geschichte seiner Heimatstadt Wurzen und deren Region, was er ihn zahlreichen Veröffentlichungen unter Beweis stellte. In seinem Buch Die Wurzener Industrie 1797–2002 beschrieb er sowohl mehr als 200 Jahre Industriegeschichte von Wurzen und Wurzener Land als auch regionale Unternehmer, die mit Fleiß, Beharrlichkeit, mit Mut zum Risiko, Verlässlichkeit und Pflichtgefühl für die Entwicklung der Stadt wirkten. Dafür ehrte ihn Wurzen 2006 in Anerkennung seiner Lebensleistung mit der Ehrenbürgerwürde.
Als Erinnerung an den Ehrenbürger gibt es in Wurzen die Richard-Klinkhardt-Straße. Richard Klinkhardt war Ehrenmitglied des Wurzener Geschichts- und Altstadt-Vereins und Ehrenmitglied der Standortinitiative Wurzen e.V.

## Schriften
- Die Wurzener Industrie 1797–2002. (herausgegeben vom Sächsischen Wirtschaftsarchiv e.V.) Sax-Verlag, Beucha 2005, ISBN 3-934544-48-7. (mit einem Überblick zur Wurzener Industriegeschichte und zu 180 Wurzener und Bennewitzer Einzelunternehmen in Vergangenheit und Gegenwart)[9] Zweite Auflage 2014.[10]
- Schmölen war das Paradies ihrer Jugend und ein Sanssouci im Alter. Zum 150. Geburtstag von Maria Lipsius (La Mara). (Zeitungsartikel von 1987, ohne Quellenangabe)[11]